# Laurinburg
Laurinburg ist eine Stadt im US-Bundesstaat North Carolina mit einer Fläche von 32,5 km². Das U.S. Census Bureau ermittelte bei der Volkszählung 2020 eine Einwohnerzahl von 14.978.
Laurinburg ist die administrative Hauptstadt von Scotland County.

## Städtepartnerschaften
Laurinburg ist durch eine Städtepartnerschaft verbunden mit Oban in Schottland.

## Söhne und Töchter der Stadt
- Hinton James (1884–1948), Politiker
- Terry Sanford (1917–1998), Politiker
- Woody Shaw (1944–1989), Jazz-Trompeter
- William S. McArthur (* 1951), Astronaut
- Bejun Mehta (* 1968), Sänger (Countertenor)
- Megan Brigman (* 1990), Fußballspielerin